# Asán-Maina
Asán-Maina es un municipio ubicado en la costa occidental de Guam, territorio no incorporado de Estados Unidos. En 2010 contaba con una población de 2137 habitantes.

## Etimología
Assan y Maina están ubicados en el distrito de Luchan.
El nombre Assán proviene de la voz chamorra "håssan" (escaso o raro). Mientras que "ma'ina", referiría al lapso entre el momento del nacimiento y el del bautismo, cuando la madre lleva al nonato a la iglesia antes del amanecer; ritual inspirado en la presentación de Jesús en el templo.

## Historia

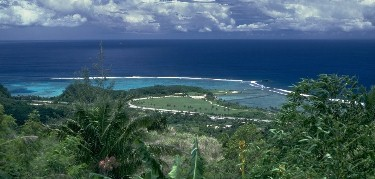
Lugar de la Batalla de Guam

El 21 de julio de 1944 los estadounidenses aterrizaron en Asan para recuperar la isla de las fuerzas japonesas ocupantes durante la Batalla de Guam. La 3.ª División de Marines norteamericana aterrizó en Asan a las 08:28, y la 1ª Brigada Provisional de Marines aterrizó cerca de Agat. La artillería japonesa se hundió 20 de los vehículos anfibios norteamericanos, pero a las 09:00 los tanques llegaron a tierra. Los marines lucharon contra las fuerzas japonesas fortificadas en las colinas cercanas, haciendo que finalmente tuvieran que huir hacia el norte.
De abril a noviembre de 1975, algunas zonas de la ciudad se utilizaron como campos de refugiados de Vietnam del Sur durante la Operación New Life.

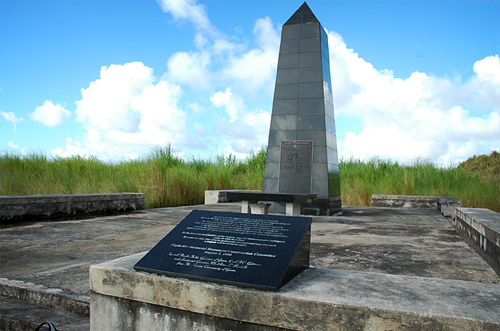
Memorial a las víctimas del vuelo 801 de Korean Air en Asan

El 6 de agosto de 1997, el vuelo 801 de Korean Air se estrelló en las proximidades de la ciudad. Posteriormente se construyó un monumento en memoria de las víctimas.

## Educación
El Instituto del Sur (en inglés: Southern High School) situado en Santa Rita se encarga de la educación de los alumnos de Asan.

## Política

### Alcaldes
Hasta el año 1973 eran considerados comisionados (en inglés: commissioner).
- Enrique S. Cruz (1927-1931)
- Santiago A. Limtiaco (1931-1938)
- Joaquín L. Jesús (1938-1941)
- Santiago A. Limtiaco (1944-1957)
- Joaquín S. Santos (1957-1973)
- José S. Quitugua (1973-1981)
- Daniel L. Guerrero (1981-1985)
- Frank A. Acfalle (1985-1989)
- Vicente L. San Nicolás (1989-2013)
- Joana Margaret C. Blas (2013-2017)
- Frank "Frankie" A. Salas (2017-presente)